# Itatí megye
Itatí egy megye Argentínában, Corrientes tartományban. A megye székhelye Itatí.

## Települések
Önkormányzatok és települések (Municipios y comunas)
- Itatí
- Ramada Paso